# アーキバス

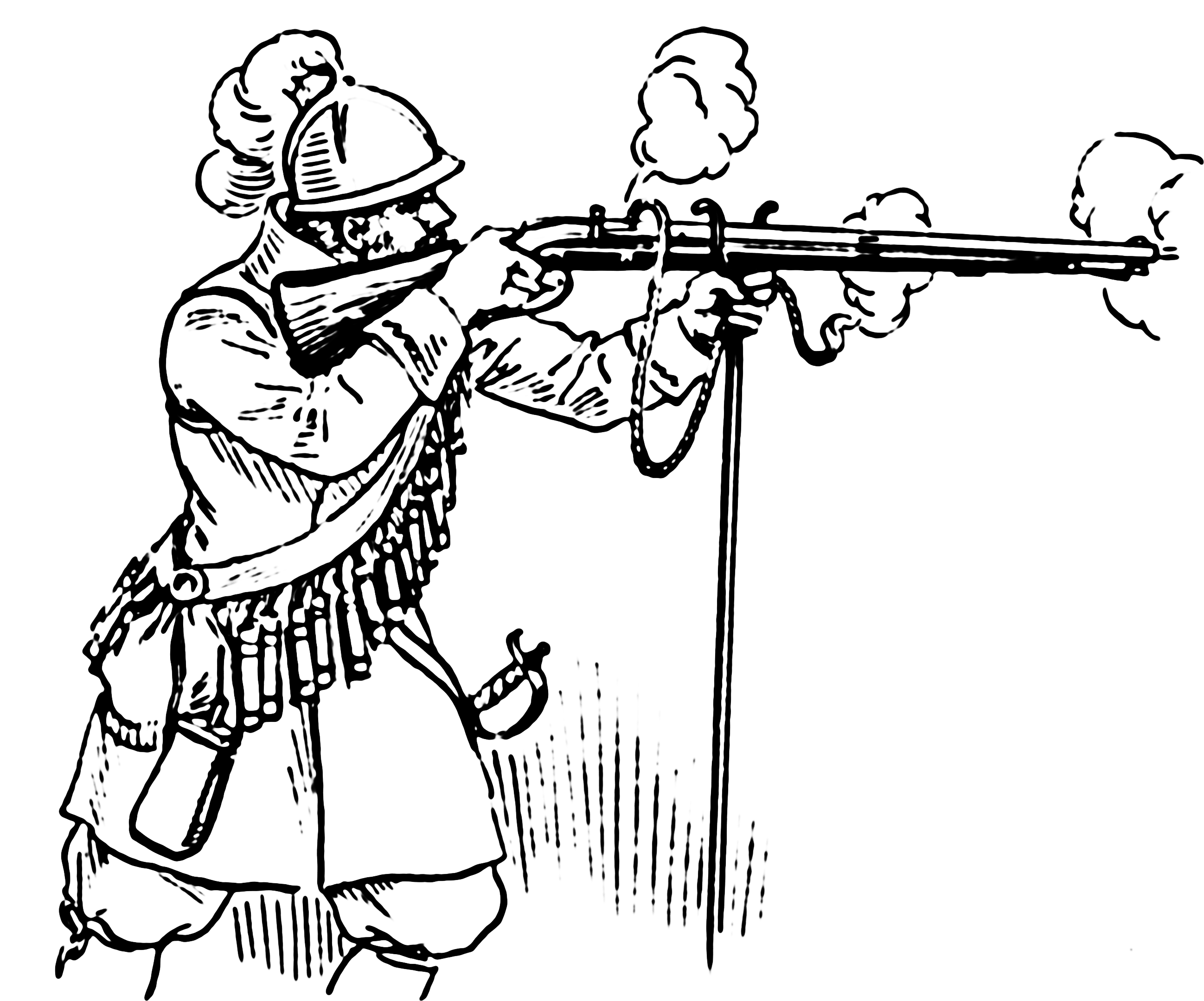
アーキバスを放つ歩兵

アーキバスまたはアーケバス (英語: arquebus [ˈɑːrk(w)ɪbəs] AR-k(w)ib-əs)は、15世紀ヨーロッパで登場した長銃身の小銃である。このアーキバスという言葉自体は15世紀から17世紀にかけて様々な小火器の呼称として用いられたが、本来は「手銃の一種で、発射時に銃身を安定させるために火縄を固定する留め金のような突起物（火挟）がついたもの」を指した。日本で一般に火縄銃と呼ばれるマッチロック式鉄砲は、アーキバスと呼ばれた火器のなかでも主要な火器の一種である。「アーキバス」の語源となったドイツ語のHakenbüchse (「フック銃」)は、1400年代前半にドイツの市壁の上に据え付けられた最初期の防衛用火器だった。これに銃床、火皿、そしてマッチロック機構が15世紀後半に加えられ、アーキバスはトリガーを有する持ち運び可能な最初の火器となった。
1521年ごろに、鉄鎧を貫通できる大型のアーキバスが登場した。これがマスケット銃の起こりである。16世紀後半には、比較的小型のカリヴァ（英語: caliver）が登場し、アーキバスの標準となった。カリヴァという名は、英語で口径を意味するcalibreがなまったものである。従来のアーキバスは、前もって口径に合わせて使用する銃弾を選んだり調整したりする必要があったが、カリヴァとその弾は大きさがきちんと合致するように規格化されたうえで造られたため、戦場でより素早く装填できるようになった。さらに約3.5オンス (100 g)の鉛玉を発射できるarquebus à crocという大型のアーキバスも生まれた。滑腔マッチロック式のアーキバスは、後のライフル銃をはじめとした数多くの小火器の先駆と見なされている。

## 定義

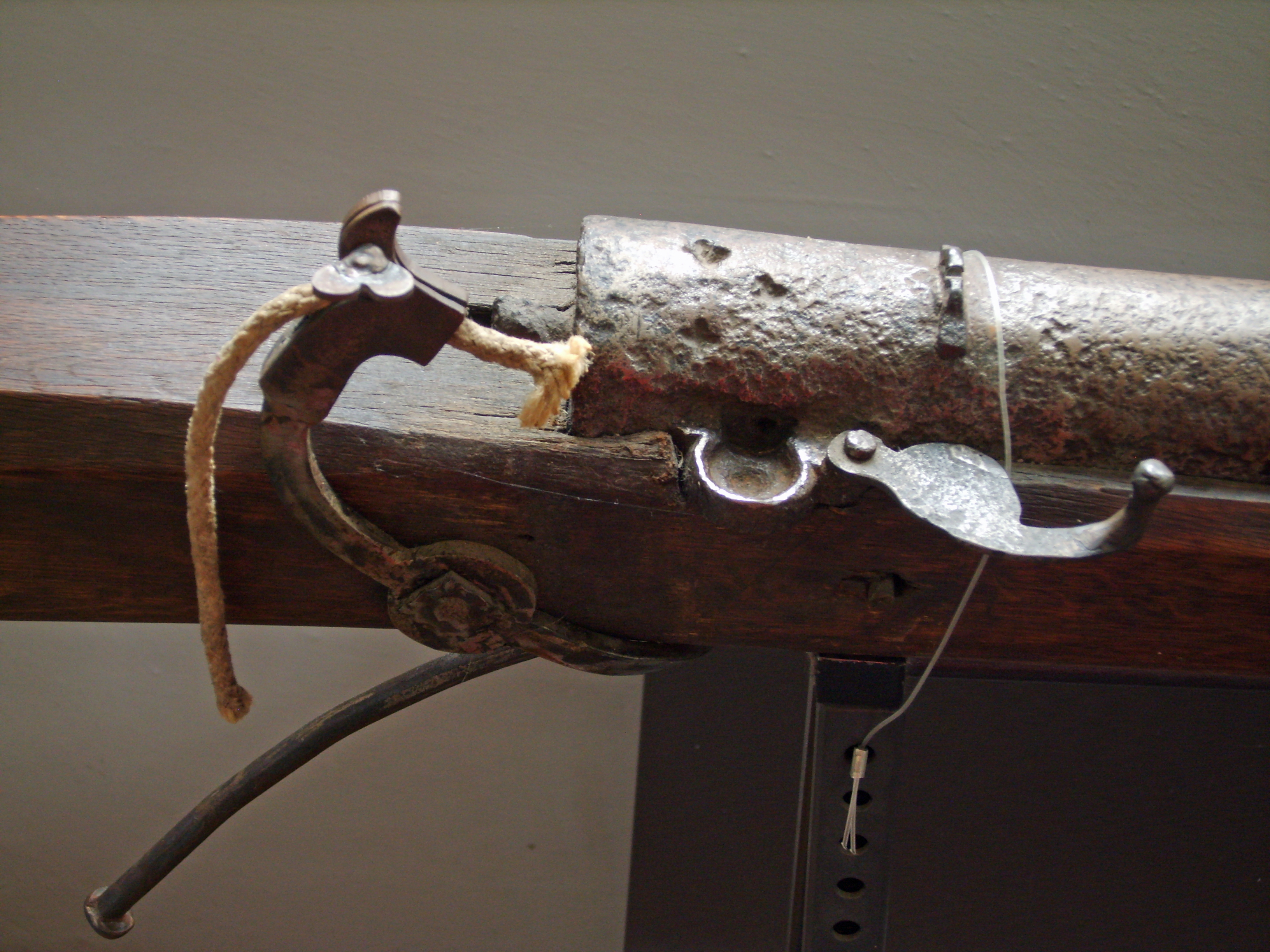
蛇型マッチロック

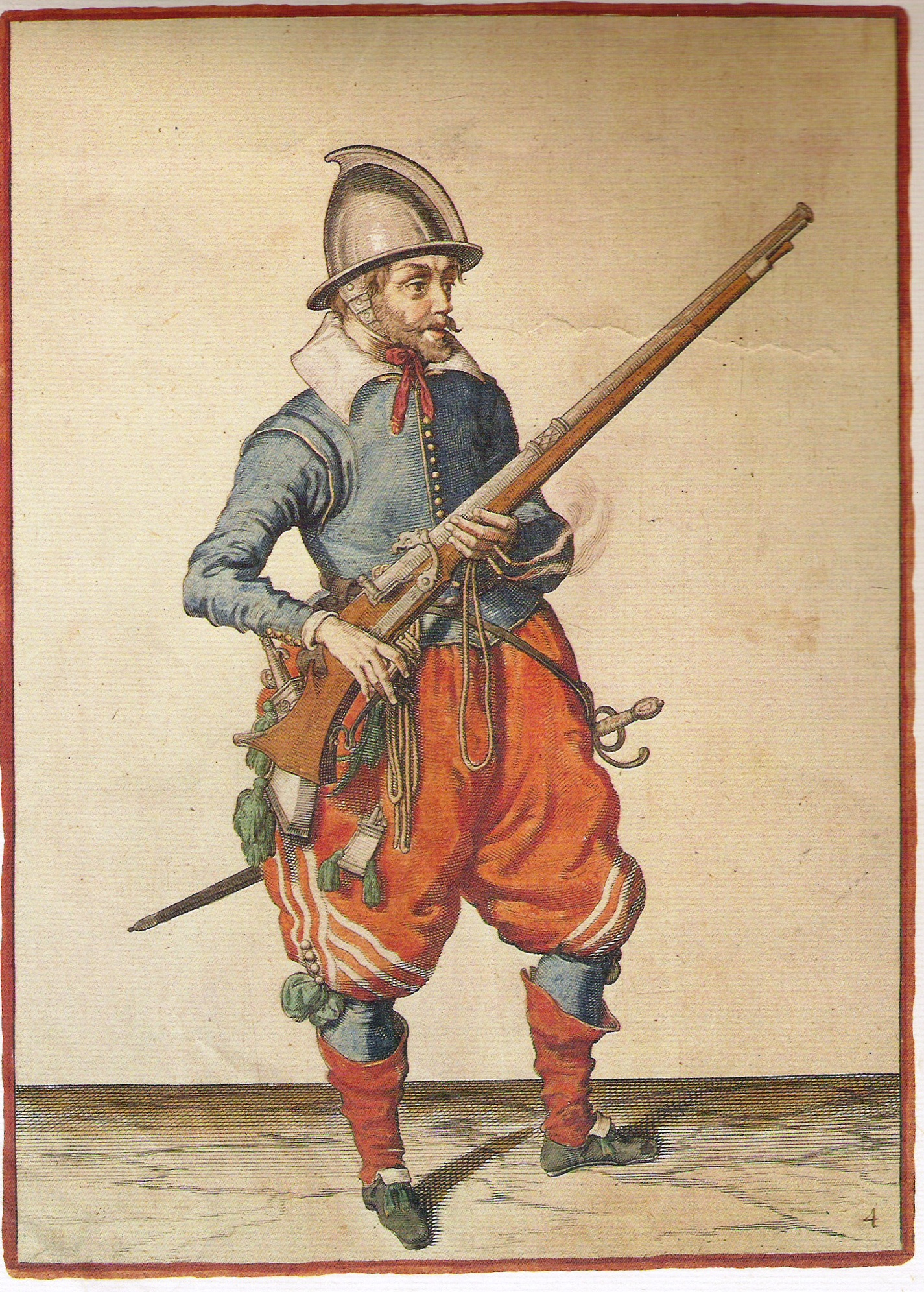
16世紀初頭のマスケット兵（Wapenhandelingen van Roers, Musquetten ende Spiesen 　Jacob van Gheyn画、1608年)

アーキバスには、harquebus、harkbus、hackbut、hagbut、archibugio、haakbus、schiopo、sclopus、tüfenk、tofak、matchlock、firelock といった多種多様な呼称が存在する。
16世紀初頭には、「アーキバス」という呼称は雑多な火器を呼ぶはっきりしない言葉だったが、16世紀後半になると、大きさによってカリヴァ、アーキバス、マスケットと呼び分ける方法が定着した。特にイベリア諸国やドイツ諸国、フランスなど大陸ヨーロッパでは、手の中で発射できるものをアーキバス、それより大きく股杖を必要とするものをマスケットというように明確に定義付けがなされた。ただ、厚く重い甲冑が衰退していったために、ただ大きい銃としてのマスケット銃もすでに16世紀半ばから廃れていき、「マスケット」という名は1800年代までには肩に担わせる火器全般を指すものに変化した。結局のところ「アーキバス」と「マスケット」は同じ銃を指して互換可能な語とされる場合も多く、時にはある銃を「アーキバス・マスケット」と呼ぶことすらある。1560年代中盤のハプスブルク帝国では、将軍がマスケットを"doppelt arquebuses"（ダブル・アーキバス）と呼んだ例がある。また、マッチロック式で点火・発射する銃をアーキバスと呼ぶ場合もある。これは後に別の点火方式が開発されてからの事で、この場合フリントロック（燧発）式の銃は、フュージルやフューゼーと呼ばれることもある。

## 機構と使用法
1411年ごろに湾曲金属棒が製造できるようになる以前のタッチホール式手砲は片手で腰に構え、反対の手で熱した針を薬室につながる穴にあてて点火し、発射していた。硝酸カリウムをつけて燻焼した2、3フィートほどのマッチ（火縄）と、それを留め金で固定するロック機構によって薬室に点火するマッチロック式が登場したのは1475年ごろである。ロック機構のレバーはトリガーにつながっていて、使用者がトリガーを引くと火縄がついたロックレバーが倒れて前方の火皿を叩く。火皿に乗っていた火薬が火縄によって点火すると、飛び散った火花が穴を通って薬室内の火薬に点火し、これを爆発させて弾が発射される。初期の蛇型マッチロック機構はクロスボウとかなり似ており、そのロックレバーはトリガーから後ろに伸びてゆるやかに上方へ湾曲し、火縄を銃床と平行に固定するようなつくりになっていた。16世紀後半までには、ほとんどの国でロックレバーの形が変わり、銃床からほぼ垂直に伸びあがる、より短い形状になった。この形態は日本のほとんどの火縄銃でも用いられているものである。ただし、フランスでは大部分の銃兵が17世紀までクロスボウ式の蛇型マッチロック機構アーキバスを用い続けた。
マッチロック式によって銃兵は両手で正確に狙いをつけられるようになったが、銃の扱いが面倒になったという面もある。例えば、暴発を防ぐために、火薬や弾を銃に込めている間は火縄をロックから外しておく必要があった。また火縄の火が消えてしまう事態に備えて火縄の両端に点火しておくことがあったが、そうすると今度は火縄を両手で扱わなければならなくなる。あまりの手順の煩雑さのため、1607年にはオランダのヤーコブ・デ・ヘインが28手順の指南書をまとめ、出版している。またそれに先立つ1584年には、明の戚継光が兵の訓練のために11段階の手順（1)銃を掃除 2)火薬を銃口から流し込む 3)火薬を突き固める 4)弾を入れる 5)弾を押し込む 6)火薬と弾を止める紙を当てる 7)紙を押し込む 8)火皿を覆う火蓋を開ける 9)点火薬を火皿に流し込む 10)火蓋を閉じて火縄を固定する 11)合図を聞いたら火蓋を開け、狙いをつけ、構えて撃つ）を歌う歌を編じている。16世紀の技術では、弾の装填に普通1分を要し、どれほど理想的な状況でも20秒はかかった。
オスマン帝国や中国、日本で一斉射撃戦術が確立されると、アーキバスの軍事的な汎用性や効果は飛躍的に向上した。またこの戦術は兵士の立場も変えた。それまでアーキバスを持ち運び撃つだけだった兵は、一斉射撃のために各列が順番に発砲し装填するという機械的な行動を求められるようになった。大砲の一斉射撃戦術は、早くも1388年に明の砲兵隊が実施しているが、マッチロック式のアーキバスの一斉射撃は、1526年のモハーチの戦いでオスマン帝国のイェニチェリが行ったのが最初である。その次にこの戦術を開発したのは、戚継光による軍事改革が行われた明（16世紀中盤）と、戦国時代の日本（16世紀後半）であった。倭寇討伐で活躍した戚継光は、その実践に基づいた方策を記した『紀効新書』の中で次のように述べている。
ヨーロッパでは、ナッサウ＝ディレンブルク伯ウィレム・ローデウェイクが、古代ローマの軍学者アエリアヌス・タクティクスの反転行進戦術を参考に、マッチロック式アーキバス部隊を途切れることなく射撃させる方法を理論化した。彼は1594年12月8日に従兄のオラニエ公マウリッツに宛てた手紙の中で、次のように説明している。
こうした連続して一斉射撃を行う戦術が開発されてからは、アーキバスの効率は劇的に向上し、支援武器の立場から、近世型の戦争の主役を占める存在へと昇格した。
マッチロック式に対抗して、火縄でなく鋼輪を回転させて火花を出し火薬に点火するホイールロック式の銃は1505年の時点で既に登場しているが、こちらは生産コストが高かったため、一部の精鋭部隊やピストルとしての使用に限られた。
16世紀中盤にスナップハンス式が、17世紀前半にフリントロック式が登場したが、この頃には小火器を指す言葉が「アーキバス」から「マスケット」に移行していた。そのため、基本的にフリントロック式の銃をアーキバスと呼ぶことはない。

アーキバスの発砲の流れ
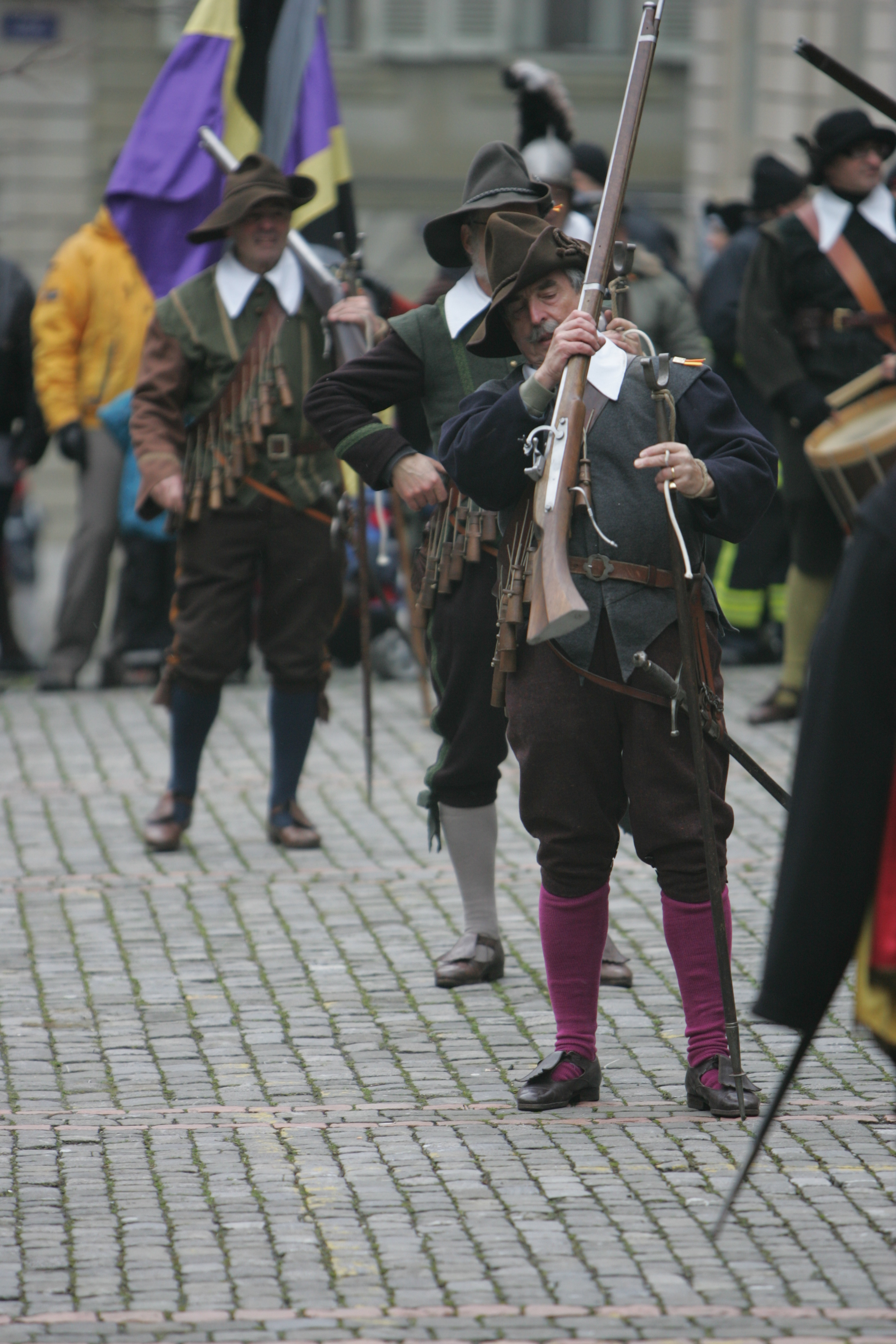
アーキバスを支柱に固定する
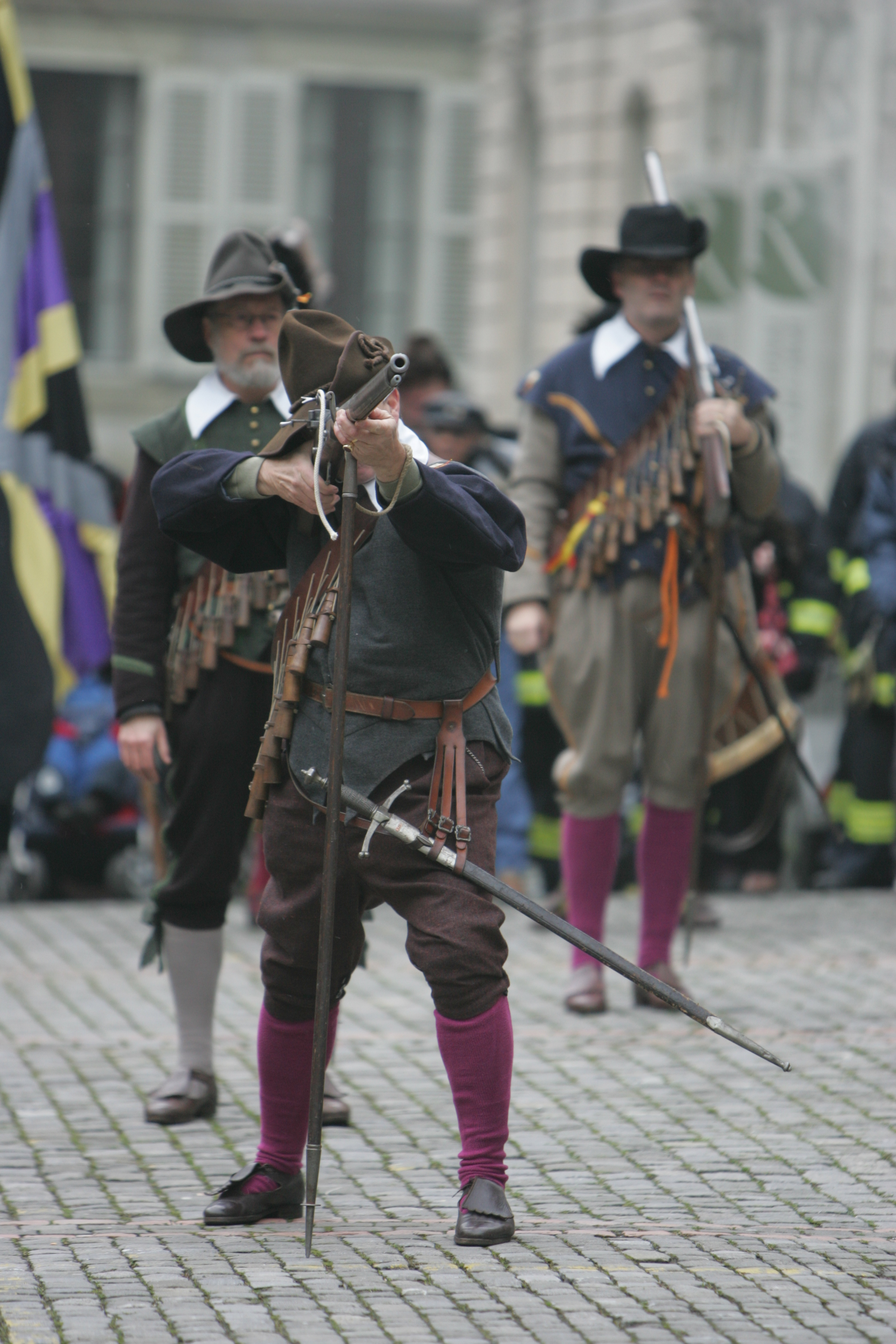
狙いを定め、トリガーをひく
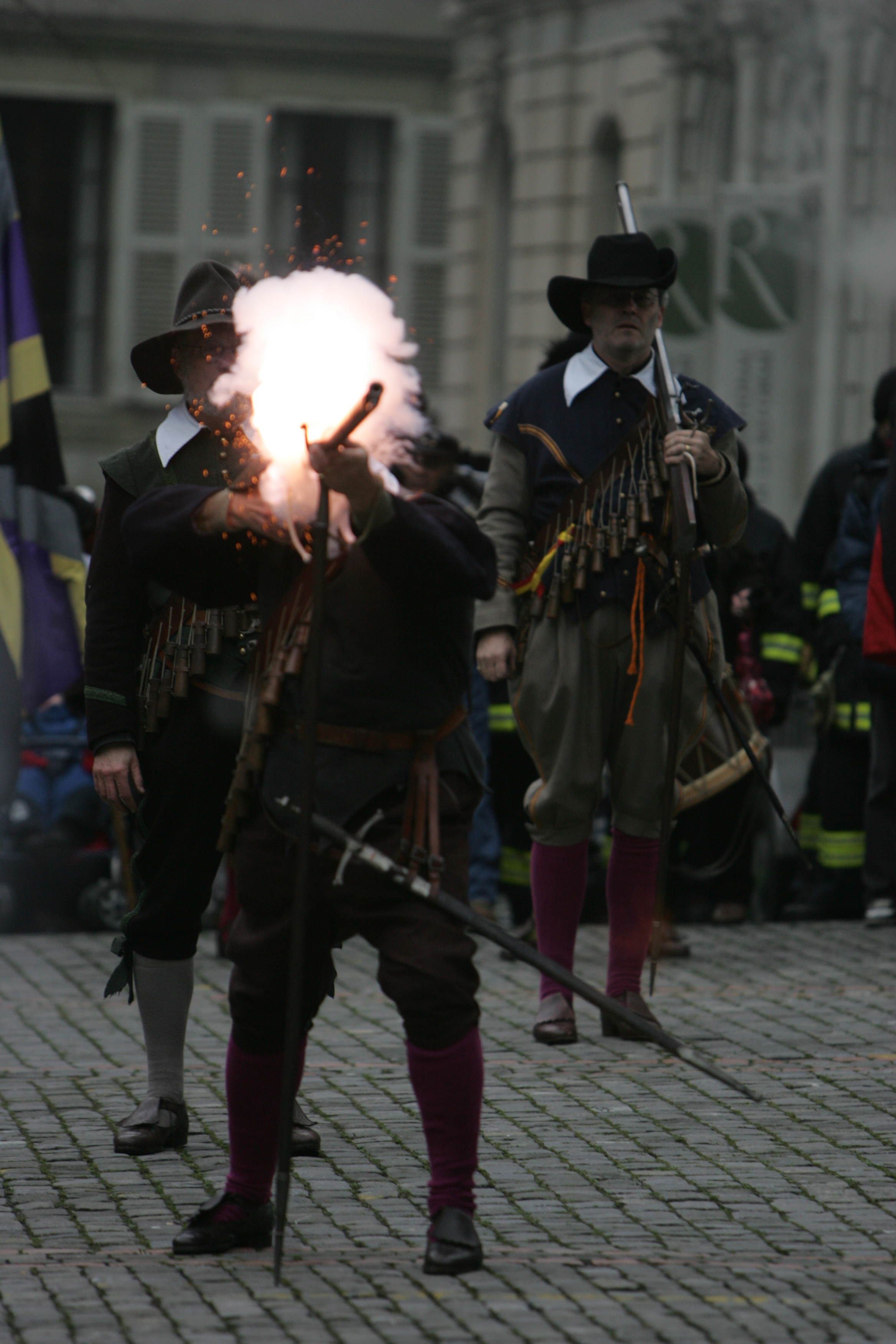
ロックに固定された火縄が点火薬に着火する
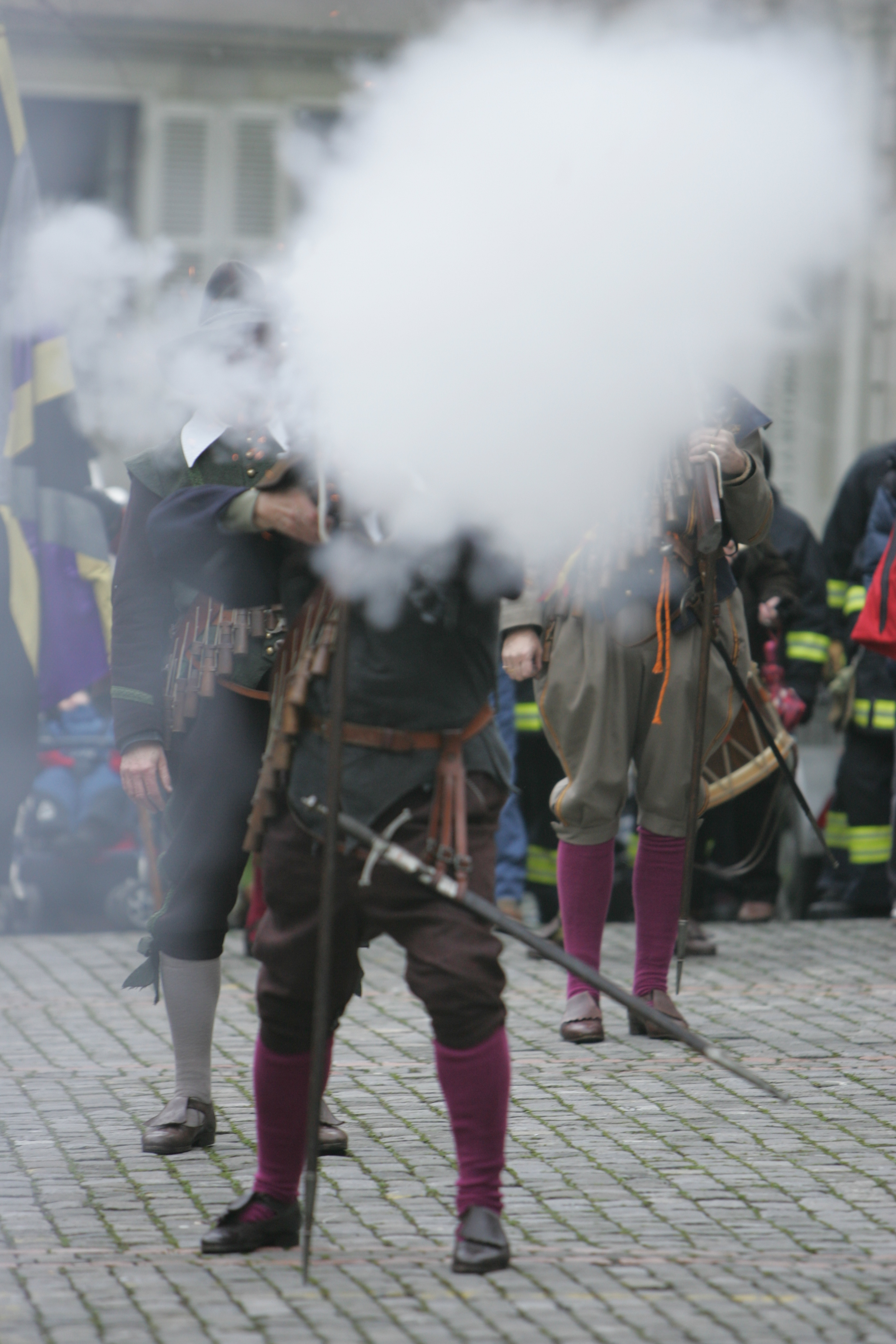
銃身内の発射薬に点火し、弾が射出される。後に多量の煙が残る

## 歴史

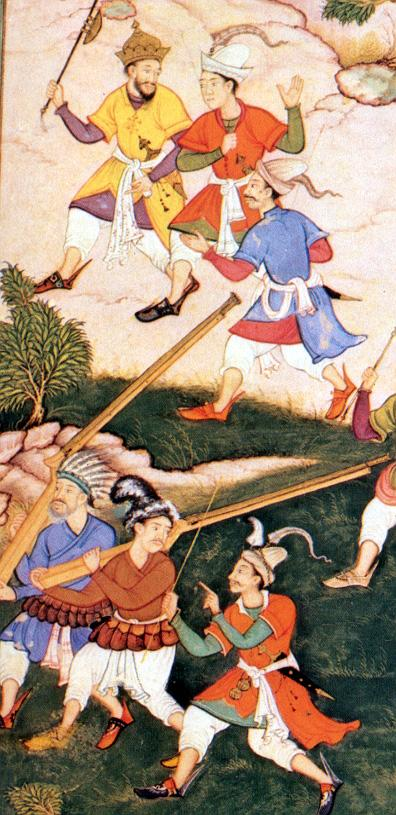
バーブル・ナーマ (16世紀)の挿絵にみられる初期のマッチロック式アーキバス

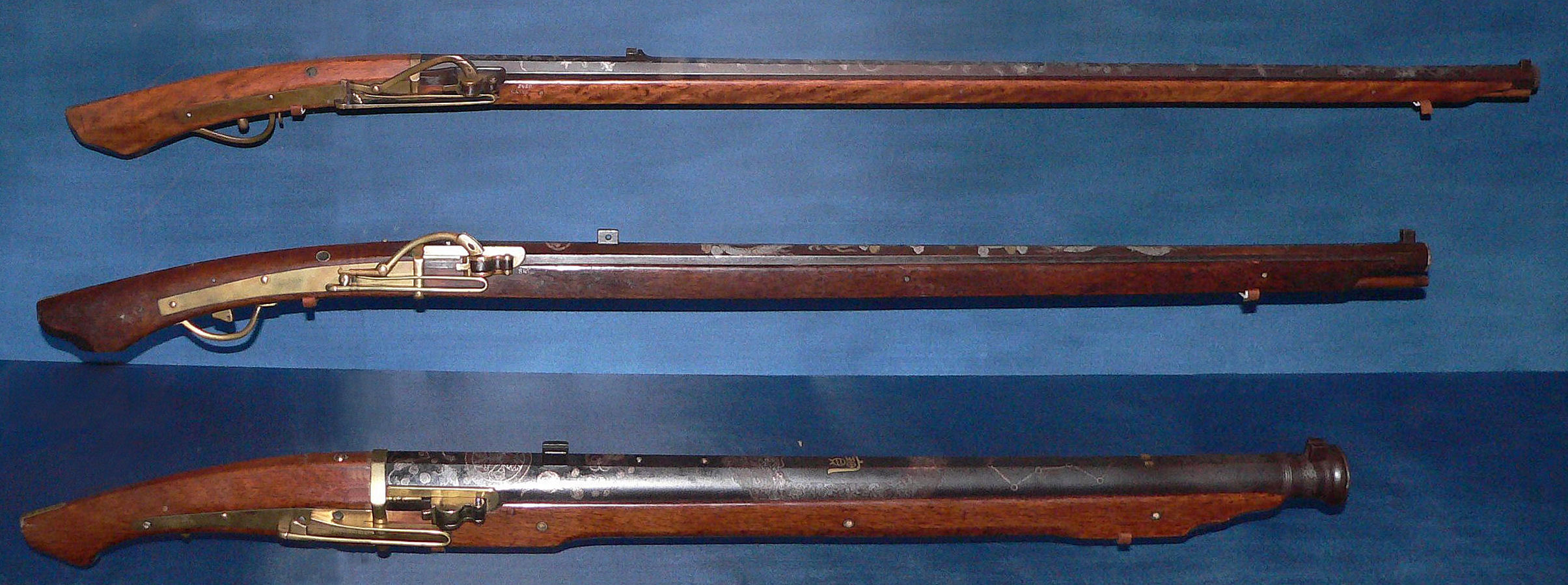
江戸時代の種子島（火縄銃）

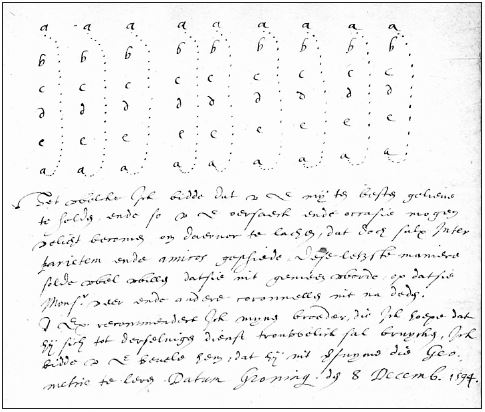
作成された一斉射撃陣形の図解。1594年のオランダ。

### 起源
もっとも初期の形態のアーキバスはヨーロッパで1411年に現れ、オスマン帝国では1425年に登場した。これらはハンドカノンに蛇型マッチロックを取り付けたものだったとされる。ただし初期のアーキバスと呼ばれるものには必ずしもマッチロック機構が備わっていたわけではない。マッチロック機構が取り付けられるようになった実際の時期については議論がもたれている。記録に残る最初のアーキバス部隊 (tüfek)は、オスマン帝国軍のイェニチェリの中で1394年から1465年まで運用された部隊だった。ただ、実際には彼らはいわゆるアーキバスではなく小型の大砲を用いていた可能性もある。ヨーロッパでは、おそらくクロスボウの影響で 1470年ごろに銃床が導入され、1475年までにはマッチロック機構も整った。マッチロック式アーキバスは、トリガーを用いた最初の火器であり、また最初の担いで持ち運び可能な火器であったともいえる。

### ヨーロッパ
1472年にサモラでスペイン人やポルトガル人がアーキバスを使用したのが、戦場におけるもっとも早い時期の使用例だとされている。また1476年にカスティーリャ軍がアーキバスを使用したという記録もある。続いて1476年より少し後の時期から、イングランドの王室親衛隊の一部がアーキバスを装備するようになった。フランスでは受容が遅れ、1520年にようやく配備が始まった。この間にも、アーキバスの改良は進んだ。1496年には、プファルツのフィリップ・モンフが、大砲や"harquebuses"に関する絵入りの書籍Buch der Strynt un(d) Buchsse(n) を出版した。
ヨーロッパでまとまった数のアーキバス兵を初めて戦争に投入したのが、ハンガリー王マーチャーシュ1世 (在位: 1458年 – 1490年)である。彼が組織した黒軍の4人に1人がアーキバス兵とされ、全軍で見ても5人に1人がアーキバスを持っていた。ただマーチャーシュ1世自身は、兵に装填速度の遅いアーキバスよりも盾を持たせることを好んだ。また黒軍のアーキバス重視という特徴は当時のヨーロッパ諸国では流行らず、16世紀半ばに至るまで、西ヨーロッパの軍における火器の所持者はわずか1割程度だった。
アーキバスの有用性は、1503年のチェリニョーラの戦いで証明された。これは、火器が戦闘の行方を決した最初の戦いであった。
ロシアでは、1500年代初期にピシチャル (ロシア語: пищаль)という小さなアーキバスが登場した。これを用いるピシチャリニキと呼ばれるアーキバス兵は、モスクワ大公国では欠かせない存在となり、1510年のプスコフ併合や1512年のスモレンスク征服には1000人のピシチャリニキが参加している。サファヴィー朝が1473年にチャルディラーンで敗れたのと同様、モスクワ大公国も1501年のセリツァ川の戦いで火器不足による敗北を喫していた。この戦いの後、モスクワ大公国はピシチャリニキを中心に、火器の導入を急いだ。1545の時点で2000人のピシチャリニキ(うち1000人は騎乗)が諸都市から招集され、国費によって維持されていた。アーキバス兵を馬に乗せるという発想も、当時としては独特だった。次第にピシチャリニキは、兵士というよりも熟練農民の世襲的な地位ととらえられるようになった。
16世紀前半のイタリア戦争では、アーキバスが大々的に用いられた。フレデリック・ルイス・テイラーによれば、早ければ1522年のビコッカの戦いの時点で傭兵隊長プロスペロ・コロンナが、アーキバス兵が膝を立てて一斉射撃する戦術を導入したという。しかしトニオ・アンドラーデは、この説を参考文献を拡大解釈もしくは曲解したものであるとして疑義を呈している。というのも、テイラーはイギリスの軍事史家チャールズ・オマーンが、スペイン兵が膝をついて装填した、と主張していたとして自説を述べたのだが、実際にはオマーンはそのような主張はしていなかったのである。

### アジア
オスマン帝国は15世紀前半にはすでにアーキバスを使い始めていた 。1440年代、ムラト2世はボスポラス海峡を渡る際に数百人のアーキバス兵を伴っており、1448年の第二次コソボの戦いでもアーキバス兵を投入している。またボヘミアのフス派が使用したウォーワゴン戦術を導入した。これは装甲を強化した荷車を戦場で多数並べて即席の防塞とし、アーキバス兵を守るというものだった。1473年の白羊朝に対するバシュケントの戦いでは、オスマン軍のアーキバス兵は砲兵と連携して効果的に運用された。
一方でマムルーク朝は戦場での火器の使用に消極的であった。オスマン軍の大砲やアーキバスを前にしたマムルーク朝は、これらを「神はそれらを発明した者を、またそれらをムスリムに向けて放った者を呪われる」「戦場でムスリムの軍に立ち向かえないヨーロッパのキリスト教徒による狡猾な発明」などといって非難している。マムルーク期の文献において、アーキバスは al-bunduq al-raṣāṣ （直訳すると「鉛の小球」）と呼ばれている。この語から派生した bunduqiyya が、その後、アラビア語で小火器全般を指す言葉になった。また、当時のアーキバスのヨーロッパからエジプトへの輸出には、アラビア語では al-Bunduqiyya と呼ばれるヴェネチアが深くかかわった。マムルーク騎士たちはアーキバスを、大砲よりも嫌悪し、忌避した。
1489年になって、アシュラフ・カートバーイがマムルークにアーキバスを装備させ始めた。しかし1516年のマルジュ・ダービクの戦いで、マムルーク軍は12,000人のオスマン軍アーキバス兵の射撃を受け壊滅した。16世紀中には、アーキバスは一般的な歩兵用武器として受容されていった。しかし、ミゲル・セルバンテス (1547–1616 AD)の時代になっても、まだマスケット兵は封建騎士から軽蔑されていた。一人のパイク兵にパイクとヘルメットと胸甲を与えるのに3ドゥカートから4ドゥカートを要するのに比べ、アーキバスは一丁1ドゥカート程度で調達でき、この安さも普及を後押しした。また訓練に要する時間の短さもアーキバス兵の強みだった。弓は習熟に何年もかかるのに対し、アーキバスは2週間もあれば十分戦えるようになった。1571年のヴィンチェンティオ・ダレッサンドリ(Vincentio d'Alessandri)の報告によれば、その時点でアーキバス兵を含むサファヴィー軍は「他のあらゆる国のそれよりも優れ、鍛えられて」いた。これは16世紀半ばまでにはアーキバスのような火器が普通に使われるようになっていたことを示している。
アーキバスはさらに東方にも伝わり、1500年にインド、1540年に東南アジアに到達した。中国には1523年から1548年の間に到来している。

### イラン
サファヴィー朝のイスマーイール1世は、1514年にチャルディラーンの戦いでオスマン軍の火力の前に敗れた後、アーキバスの導入に力を入れた。敗北からわずか10年の間に、1万2000人ものアーキバス兵が組織されたと推定されている。彼らの戦闘力は高かったが、伝統的に軽騎兵が重視されるイランでは、アーキバスは一般にあまり信頼されなかった。馬上でアーキバスを使用するのは極めて難しく、ほとんど運用されなかったため、火器の技術革新はなかなか進まなかった。それでもサファヴィー朝のシャーたちは火器の製造に取り組み続け、これをオスマン帝国を間に挟んだヨーロッパ諸国も支援した。またイランでは、高い視点による優れた視野と比較的高い機動性を兼ね備えた銃象兵も登場した。

### 東南アジア
東南アジアでは1540年までにアーキバスの導入が始まった。大越は明の影響で優れたマッチロック式アーキバスを製造し、その技術は17世紀にはオスマン帝国や日本、ヨーロッパ諸国をしのぐものにまで高められた。鄭阮紛争を目撃したヨーロッパ人たちは、ベトナム人銃手の熟練ぶりを書き伝えている。ベトナムのマッチロック式アーキバスは、数枚の鉄板を貫通し、一発で2人から5人を殺傷できるうえ、口径のわりに発砲音が静かであったという。

### 中国
明には16世紀にアーキバスが伝わり、1548年までには少数ながら倭寇討伐に投入されていた。アーキバスが導入された正確な時期は分かっていない。1558年に明に逮捕された倭寇の頭目王直は、アーキバスを所有していた。またヨーロッパ人を捕らえた倭寇が明当局に捕らえられるといったルートでも、明はアーキバスを獲得していた。1558年の時点ですでに明国内で1万丁の銃の生産が発注されており、これは倭寇討伐に用いられた。
威継光はアーキバスを効果的に運用できる戦術を研究し、兵種を混合させた12人を一部隊とする用兵を考案した。各部隊の中に占めるアーキバス兵の人数は場合によって異なり、時には12人すべてが銃手で占められる部隊も作られた。各隊のアーキバス兵はラッパの合図に合わせて反転行進射撃や一斉射撃を行い、また近くの部隊の兵と連携した。威継光は、自分を傷つけることなく、戦場でも高い射撃速度を維持するために、装填訓練の重要性を強調している。彼は1560年の時点で、銃の有効性を次のように評価している。

### 日本
1543年、ポルトガル人が九州南部の島津氏の影響下にある種子島に漂着したことで、日本に鉄砲が伝来した。1550年までに、種子島、鉄砲、火縄銃などと呼ばれるようになったアーキバスは、戦国時代の日本で大量生産され使用されるようになった。この日本の火縄銃は、ポルトガルが1510年のゴア占領時に持ち込んだスナップ・マッチロック式アーキバスを基にしているものと思われる。わずか10年のうちに、日本では3万丁もの火縄銃が生産されたとされる。次第に火縄銃は特に重要な兵器の地位を獲得していき、特に織田信長は、1575年の長篠の戦いにおいて3人一組で装填役と発射役を分担し、連続した一斉射撃を実現するという大革新を成し遂げたとされる。しかし近年では、太田牛一の『信長公記』を出所とするこの話には疑義が呈されている。『信長公記』を翻訳したJ・P・ラーマースは、著書Japoniusにおいて「信長が三列輪転戦術を実施したのかどうかという問題については、信頼できる情報源が無い。」と述べている。彼ら懐疑派によれば、一斉射撃に言及した文献はいずれも戦後数年を経てから書かれており、実際に長篠の戦い当時に書かれた文献では、大勢による各個射撃として描かれているのだという。とはいえ1592年から1598年の豊臣秀吉による文禄・慶長の役の際には、朝鮮や明の側で日本軍の一斉射撃戦術が記録されている。豊臣秀吉は天下統一への戦争や朝鮮・明との戦争で広く「種子島」を使用した。

### ヨーロッパでの運用法

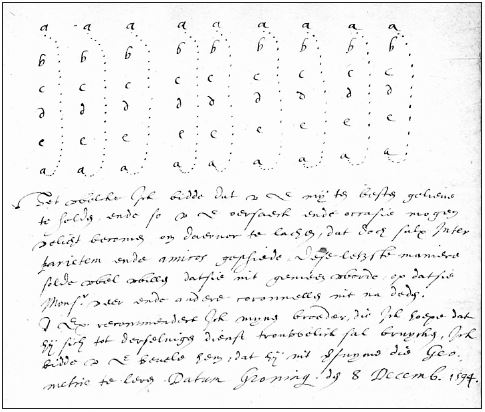
オランダの輪転射撃の図解。1594年

ヨーロッパにおいてアーキバスを集中的かつ効果的に用いる戦術を開拓したのは、ネーデルラントの指導者オラニエ公マウリッツである。彼はまず1599年に軍制改革を行い新式の統一された軍隊を編成した。1600年のニーウポールトの戦いで、彼はスペイン軍から海岸沿い砦を奪い返すために浜辺を行進した際、先述のウィレム・ローデウェイクが考案した反転行進射撃を初めて実践した。ネーデルラント軍のアーキバス兵はいくつかに分かれ、それぞれの隊列を規律正しく維持しながら、スペイン軍に次々と一斉射撃を浴びせた。この戦いはネーデルラント軍の劇的な勝利に終わり、スペイン軍が4000人の犠牲者を出したのに対し、ネーデルラント側の損害は死者1000人、負傷者700人に過ぎなかった。ただし、アーキバス部隊はスペイン軍の熟練兵が組むテルシオの進軍を止めることができず、実際にネーデルラント軍に大勝をもたらしたのは反攻を成功させた騎兵隊だった。とはいえこの戦いは、後に銃が主役になっていくヨーロッパの近世軍事史における一大転換点だったと考えられている。
1550年代ごろから、長銃身の小火器全般を指していた「アーキバス」という名称は「マスケット」に取って代わられていった。これ以降、アーキバスと言えばマッチロック式を限定して指す言葉となった。

### 他の武器との連携
アーキバスは他の武器と比べて多くの長所を持っていたが、同時に深刻な弱点も少なくなく、これを補うために他の武器と連携して運用する方法が模索された。威継光は敵がアーキバス兵に肉薄してくる場合に備えて、アーキバス隊のすぐ後ろに伝統的な武器を用いる兵を配置した。この戦術は、アーキバス隊をパイク隊が援護したイングランドの戦術と類似している。どちらも新兵器アーキバスと伝統的な武器の最適な連携を考えた結果、まったく別の地域でありながら似た結論に至ったことになる。ヴェネツィアでも、アーキバスの長い装填時間を埋めるために、弓兵による援護射撃を組み合わせた連携戦術が採用されている。オスマン帝国は大砲で援護射撃をしたり、フス派にならってウォーワゴンを用いアーキバス兵を守ったりした。

## 弓矢との比較
16世紀の軍事研究者サー・ジョン・スマイスは、アーキバスは正確性の面で熟練射手の放つ弓矢に及ばないと論じている が、ハンフリー・バーウィックやバーナブ・リッチらは逆の意見を述べている。射程面では、アーキバスは35度の角度で発射すれば1キロメートル以上まで弾を飛ばすことができ、この点では明らかに弓矢を上回っていた。人を殺傷できる射程距離は約400ヤード（365メートル）だったが、スペインが用いた重マスケットではこれが600ヤード（548メートル）まで伸びたという。日本が朝鮮に侵攻した際、朝鮮の将軍の一人が朝鮮側が極度に不利に立たされていた理由を分析しているが、それは日本軍が用いるアーキバスが「数百歩先まで射程に収めていた」ためだとしている。スマイスは1590年の著作で、そうした距離からアーキバスやマスケットで撃ってもほとんど標的に当たらないだろうことを指摘し、代わりに「有効射程」の概念を提唱した。彼は、百年戦争で活躍したイギリス兵のような熟練弓兵ならばアーキバスやマスケットと比べて200ヤードから240ヤードも長い有効射程を持っていたと主張していたが、スマイスの理論を実証できる弓の使い手は当時イングランドにいなかった。
最も優れた弓兵ならば、一発装填して撃つのに30秒から60秒かかるマッチロック式アーキバスよりはるかに高い速度で矢を放つことができた。ただし弓類の中で最も強力なクロスボウと比べれば、アーキバスは装填速度でも破壊力でも優れていた。また弓を引くのに力と技術が求められる弓兵と異なり、アーキバス兵はその威力が個人の膂力に関係せず、それゆえ弓兵やクロスボウ兵と比べてより簡単に適性のある兵を雇用することができ、兵士個人で見ても、疲労や栄養不良、病気による戦闘力の低下が少なく済んだ。さらにアーキバスは、その爆音で敵兵や馬を驚かせる効果もあった。風による影響はアーキバスも逃れられないが、弓よりははるかに少なかった。城塞を防衛する際には、アーキバスは銃眼のような小さな隙間から外へ撃ちかけられるという利点もあった。一部の説では、近距離での戦闘ではアーキバスに複数の弾を装填したり、小弾を詰めた原始的な散弾が用いられたりしたとも言われている。小弾を用いると敵一人に与えるダメージは落ちるが、同時に複数の敵を傷つけることができた。
おそらくアーキバスの最も大きな利点は、戦争で使えるだけの兵士に育てるための訓練が、弓と比べはるかに短く済んだことである。ほとんどの弓兵は正確に素早く射撃するために何年も、場合によっては一生をかけて研鑽を積まなければならなかった。対するアーキバス兵は、数か月の教育と反復練習を経ればもう十分通用する能力を得ることができた。この訓練の簡素化は、少数精鋭よりも数を重視する軍事思想につながった。その結果、16世紀から17世紀にかけて、軽武装で機動力のある銃歩兵が軍隊の主力となる軍事革命が起き、長弓の衰退と近代歩兵の登場につながった。
また補給面では、かさばる矢を必要とする弓やクロスボウと異なり、銃の弾薬はよりコンパクトかつ大量に輸送することができた。その生産についても、矢は高度な技術を持った職人が一本ずつ作るのに対し、弾や火薬はいったん技術が確立されたのちは大量生産することが可能であった。
一方で、アーキバスは雨や湿潤な天候などにきわめて弱いという欠点があった。コムネロスの反乱中のビジャラールの戦いでは、嵐のせいで反乱軍の武器が使い物にならなくなり、彼らは惨敗を喫した。また火薬は、適切に扱わなければ矢よりもはるかに早く劣化するうえ、生産や保管、輸送といったあらゆる工程が爆発事故の危険と隣り合わせだった。その上、火薬の原料となる資源は地域的に偏っていた。矢は一度使った後に回収して状態の良いものを再使用することで戦闘や訓練のコストを抑えることができるが、銃弾は探し出すのも再使用するのも難しかった。規格の面では、銃弾はアーキバスの口径に合わせて適切なものを弓矢以上に厳密に選ばねばならず、国内の生産拠点で規格化を行う必要があり、それゆえ戦場で死んだ敵兵のアーキバスを拾って使うことも難しかった。
兵士がアーキバスを運用する際も危険が付きまとった。マッチロック式アーキバスを用いるときには、同じ人間が火薬袋と火のついた火縄を同時に持たなければならない。しかも多数のアーキバス兵が密集して戦う際には、隣の兵士の火薬や火にも気を配らなければならない。特に戦闘中の混乱の中では事故の危険も高まり、アーキバス兵にとって敵兵のみならず自分たち自身もまた危険な存在となった。また初期のアーキバスは反動が非常に強く、扱いが難しかった。戦闘時の運用においては、その長い装填時間のあいだ無防備になるという致命的な問題があった。これを解決するため、複数の戦列に分かれて他の列が射撃している間に装填するという戦法が開発されたが、これにも銃身が過熱したり詰まったりして、ひどいときには爆発して銃手や周囲の兵に被害がおよぶ恐れがあった。
貫通力の面では、アーキバスは弓よりも強力で、一部の重く高価なプレートアーマーを除けば、あらゆる甲冑を貫くことができた。命中する角度によっては胴鎧に弾かれる（跳弾）こともあった。一般兵が使用する革、軽いプレート（鉄板）、鎖帷子などでできた防具は、アーキバスの前には無力だった。これと比べて弓矢は貫通力や殺傷力に乏しく、それを補えるような強力な弓やクロスボウには扱いの難しさや装填時間の面で難があった。
アーキバスの特徴としては、他にその砲煙が挙げられる。一斉射撃の後では、風がないと敵を視認することが難しくなった。しかし同時にこれは、敵の弓兵や銃兵に狙われにくくなるという利点もあった。ただ常時燃えている火縄を用いるため、弓や後に開発されるホイールロック式以降の銃と異なり、夜間の隠密性は期待できなかった。昼間でも、たった一発のアーキバスが発砲しただけでも砲煙が目立つため、継続的に隠れて撃つのは難しかった。
弓矢やクロスボウなら静かに標的を排除できるが、爆音を発するアーキバスでは不可能であった。またこの爆音は、指揮官が命令する声が聞き取りにくくなる問題もあった。それどころか、耳元で爆音が鳴るのを繰り返した銃手は聴覚を永久に失う恐れさえあった。
弓矢やクロスボウには、大きな角度で放てば、正確性は期待できないものの、手前の障害物をこえて攻撃できるという利点があった。このため、前列でアーキバス兵が射撃し、その後ろから長弓兵が山なり射撃をするという戦法も見られた。なお前述のとおり長弓を重んじていたスマイスは、一部のイングランドの将軍がこの戦法を取っていることについて、長弓が標的を視認できず正確性が落ちるために、長弓の有効性を貶めるものだとして非難している。
結局のところ、ルネサンス初期を境に、投射武器の市場はアーキバスが独占し、弓矢を駆逐する所となった。大量生産と訓練の短期化という利点は代えがたいものであった。また技術が進歩するにつれて銃の欠点も埋められていき、弓矢は完全に時代遅れのものとなっていった。